# Impedanzkonverter
Ein Impedanzkonverter (in der Literatur auch als Proportionalübersetzer bezeichnet) ist eine elektronische Schaltung, welche die Impedanz {\displaystyle {\underline {Z}}_{L}} eines real vorhandenen Zweipols mit einem im Allgemeinen komplexen Faktor multipliziert und damit in eine gewünschte Impedanz {\displaystyle {\underline {Z}}_{E}} umwandelt. Er ist das „Gegenstück“ zum Impedanzinverter.
Der Impedanzkonverter dient insbesondere im Rahmen der optimierten Schaltungstechnik von analogen Filtern dazu, kapazitive Blindwiderstände in induktive Blindwiderstände oder auch ohmsche Widerstände in negative Widerstände umzuwandeln.

## Allgemeines
Ein idealer Impedanzkonverter ist ein lineares Zweitor in dessen Kettenmatrix nur die Hauptdiagonale besetzt ist (komplexe Größen sind unterstrichen):
{\displaystyle \left({\underline {A}}\right)={\begin{pmatrix}{\underline {a}}_{11}&0\\0&{\underline {a}}_{22}\end{pmatrix}}}
Wird an dessen Ausgangstor L die definierte (Last-)Impedanz {\displaystyle {\underline {Z}}_{L}} angeschlossen, dann stellt sich entsprechend den Berechnungsmethoden der Zweitortheorie am Eingangstor E folgende (Eingangs-)Impedanz {\displaystyle {\underline {Z}}_{E}} ein:
{\displaystyle {\underline {Z}}_{E}={\frac {{\underline {a}}_{11}}{{\underline {a}}_{22}}}\cdot {\underline {Z}}_{L}={\underline {k}}\cdot {\underline {Z}}_{L}}
Der komplexe Konversionsfaktor {\displaystyle {\underline {k}}={\frac {{\underline {a}}_{11}}{{\underline {a}}_{22}}}} stellt einen wählbaren, im Regelfall konstanten Faktor dar, welcher die Art der Konvertierung bestimmt. An der Kettenmatrix kann man erkennen, dass ein Impedanzkonverter im Allgemeinen ein nichtumkehrbares aktives Zweitor ist, denn abgesehen von Sonderfällen sind sowohl die Determinante {\displaystyle \det \left({\underline {A}}\right)} als auch die Leistungsübersetzung ungleich 1.
Deshalb werden Impedanzkonverter als elektronische, aktive Schaltungen aufgebaut. Es werden dafür ein oder mehrere Operationsverstärker und passive Bauteile wie Widerstand und Kondensatoren verwendet.
Sind im Sonderfall {\displaystyle u={\underline {a}}_{22}={\frac {1}{{\underline {a}}_{11}}}} sowohl die Determinante als auch die (vor- und rückwärtige) Leistungsübertragung gleich 1, dann entartet dieser (positive) Impedanzkonverter zum idealen Übertrager mit dem Übersetzungsverhältnis u.

## Arten
Je nach Wahl des Konversionsfaktors {\displaystyle {\underline {k}}} wird zwischen folgenden typischen Arten von Impedanzkonvertern unterschieden:
- Positivimpedanzkonverter (PIC): Dabei ist der Faktor {\displaystyle {\underline {k}}} positiv, reell und praktisch größer als 1. Ein Beispiel ist der Kapazitätsmultiplizierer.
- Negativimpedanzkonverter (NIC): In diesem wichtigen Fall ist der Faktor {\displaystyle {\underline {k}}} negativ und reell. Er dient dazu, das Vorzeichen der Impedanz zu invertieren. Mit einem NIC kann so aus einem ohmschen Widerstand, welcher immer einen positiven Wert besitzt, ein negativer Widerstand gebildet werden. Bei einem negativen Widerstand nimmt der Strom bei steigender Spannung ab. Aufgrund dieser Eigenschaft können mit dem NIC Oszillatoren konstruiert oder Schwingkreise entdämpft werden.
- Allgemeiner Impedanzkonverter (generalized impedance converter, GIC): Dabei ist der Faktor {\displaystyle {\underline {k}}} komplex und im Regelfall von der Kreisfrequenz ω abhängig: k=k(jω). Er dient beispielsweise dazu, kapazitive Impedanzen, wie es Kondensatoren sind, in induktive Impedanzen, wie es in direkter Form Spulen darstellen, umzuwandeln. Damit können in elektronischen Schaltungen wie Analogfiltern aufwändig herzustellende Spulen durch einfachere und kostengünstiger zu produzierende Kondensatoren ersetzt werden.

Auch die im Rahmen der Bruton-Transformation gewonnenen „Superkapazitäten“ und „Superinduktivitäten“ stellen spezielle Anwendungen des allgemeinen Impedanzkonverters dar und finden insbesondere im Bereich der Schaltungstechnik von Analogfiltern Anwendung. Bei dieser Transformation, auch FDNR-Technik für Frequency Dependent Negative Resistance, wird die Frequenzabhängigkeit von k(jω) ausgenützt, und so frequenzunabhängige ohmsche Widerstände durch frequenzabhängige Kondensatoren ersetzt. Bestehende Kondensatoren werden im Rahmen der Bruton-Transformation bei Tiefpassfiltern zu „Superkapazitäten“, deren reelle Impedanz quadratisch von der Frequenz abhängt. Bei Hochpassfiltern treten sogenannte „Superinduktivitäten“ auf, eine Induktivität deren reelle Impedanz quadratisch von der Frequenz abhängt.